# Guus Couwenberg

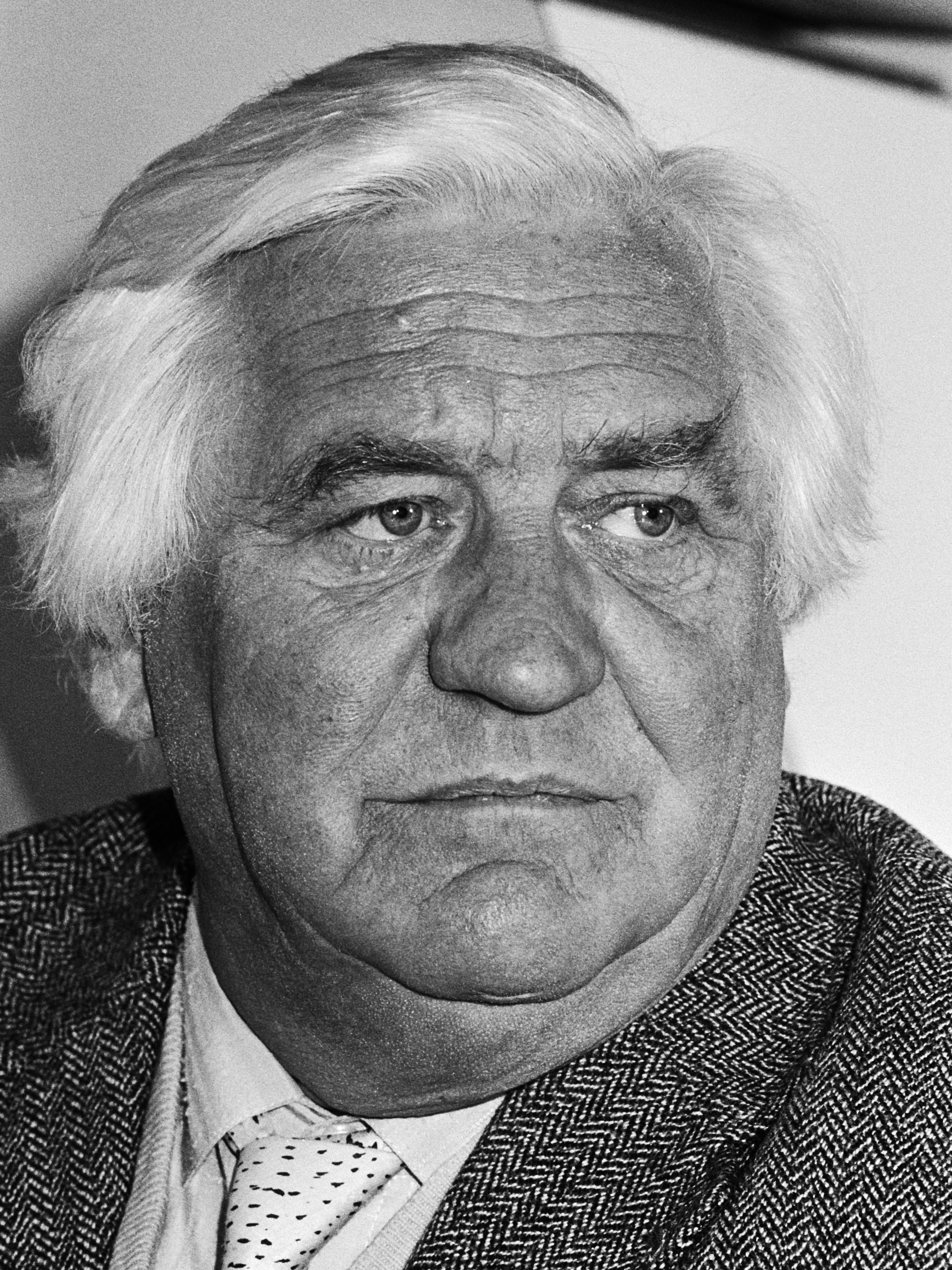
Guus Couwenberg (1982)

Augustinus Antonius (Guus) Couwenberg (Rotterdam, 12 december 1915 - 2 februari 2000) was een Nederlands zakenman en sportbestuurder.
Couwenberg was voorzitter van de voetbalclub Feyenoord van 1967 tot 1973 en van 1979 tot 1980. 
Van beroep was Couwenberg directeur van een scheepvaart en transportbedrijf. Hij werd lid van Feijenoord op 4 januari 1931. Zijn kwaliteiten lagen, zo bleek al spoedig, meer in het werk bij commissies en besturen dan in voetballen. Hij werd na een bestuursfunctie als penningmeester, voorzitter. Couwenberg had als bestuurslid al alle ontwikkelingen meegemaakt die voorafgingen aan de totstandkoming van het betaalde voetbal in Nederland in 1954. In zijn eerste periode als voorzitter van 1967 tot 1973 maakte hij mee dat Feijenoord bijna alles bereikte wat te bereiken viel in de voetballerij. Zo lukte het Feijenoord als eerste Nederlandse club de Europacup I te winnen in 1970 en enkele maanden daarna de Wereldbeker. Bovendien werd Feijenoord landskampioen in 1969 en 1971 en behaalde het de beker in 1969. Naar aanleiding daarvan kreeg Couwenberg een ontvangst op het Catshuis bij minister-president de Jong. Hij ontving op 15 mei 1970 uit handen van de voorzitter Betaald voetbal van de KNVB de Gouden Bondsspeld. En hij werd op 27 september 1973 Lid van Verdienste. Na de splitsing van Feyenoord werd hij van 1979 tot 1982 nogmaals voorzitter, nu van de Stichting Feyenoord, met daarbij een Commissaris zetel bij Stadion Feyenoord NV. Nadat hij afgetreden was werd hij nog jaren vanwege gezondheidsproblemen verzorgd in een verpleeghuis, waar hij op 2 februari 2000 overleed.

## Prijzen van Feyenoord tijdens zijn voorzitterschap
- Landskampioen: 
  - 1969, 1971
- Bekerwinnaar: 
  - 1969
- Europacup I: 
  - 1970
- Wereldbeker
  - 1970